# Carenang Udik
Carenang Udik is een bestuurslaag in het regentschap Serang van de provincie Banten, Indonesië. Carenang Udik telt 4688 inwoners (volkstelling 2010).